# Озёрное (Жамбылский район)
Озёрное (каз. Озерное) — село в Жамбылском районе Северо-Казахстанской области Казахстана. Административный центр Озерного сельского округа. Код КАТО — 594655100.

## Население
В 1999 году население села составляло 825 человек (417 мужчин и 408 женщин). По данным переписи 2009 года, в селе проживало 603 человека (301 мужчина и 302 женщины).